# Oleg Smolenkov
Oleg Borissovitch Smolenkov (Оле́г Бори́сович Смоленко́в), né le 6 janvier 1969 à Ivanovo (RSFSR), est un diplomate russe qui pendant presque quinze ans a travaillé comme conseiller de l'ambassadeur russe aux États-Unis, Iouri Ouchakov. D'après des journalistes étrangers, et russes, il aurait informé les services secrets américains sur les structures de pouvoir russes,. Il semble qu'en juin 2017, Smolenkov et sa femme aient été exfiltrés quelque part aux États-Unis au cours d'une opération secrète du FBI.

## Biographie
Oleg Smolenkov naît à Ivanovo en 1969; après la fin de ses études dont on ignore la teneur, on ne sait où il a travaillé. En 1999, il est employé au service financier du ministère des Affaires étrangères de Russie et au début des années 2000 au service du personnel. Il part en 2003 pour les États-Unis en tant que 2e secrétaire de 1re classe de l'ambassade de Russie aux États-Unis et devient conseiller de l'ambassadeur Ouchakov. Il retourne en 2008 à Moscou. En mai 2008, il est toujours conseiller d'Ouchakov qui n'est plus ambassadeur ayant été nommé directeur adjoint de l'appareil du gouvernement de la fédération de Russie. Vladimir Poutine est à cette époque Premier ministre sous la présidence de Dmitri Medvedev, et le directeur de l'appareil est Sergueï Narychkine.
La même année, Smolenkov devient employé à la commission militaire industrielle de la fédération de Russie. En 2010, il est nommé conseiller d'État de 3e classe, ce qui équivaut au grade militaire de major-général. Pendant cette période, il travaille à la direction de l'administration du président de la fédération de Russie dans le service de la politique étrangère. Le 22 mai 2012, il est nommé conseiller principal d'Ouchakov qui de son côté s'occupe de questions étrangères directement pour le président Poutine. 
Le 14 juin 2017,, Smolenkov et sa femme Antonina Smolenkova, ainsi que leurs trois enfants, partent en vacances se reposer à Tivat dans le Monténégro, et l'on perd leur trace. Cela se passe après la rencontre du président Donald Trump avec le ministre russe des Affaires étrangères Sergueï Lavrov et l'ambassadeur de Russie aux États-Unis, Sergueï Kisliak, lorsque du côté américain des soupçons se font jour à propos de liens entre des partisans de Trump et des personnalités russes. D'après l'ambassade de Russie au Monténégro, la police locale monténégrine n'a pas réagi à l'annonce de la disparition de ces « touristes » russes.
Des journalistes du Guardian sur la base des investigations menées par les journalistes monténégrins du journal Pobjeda, déclarent que la famille Smolenkov a été embarquée à la demande des Américains « sans tambour ni trompette » sur un yacht à Porto Montenegro à destination selon The Guardian de l'Italie, d'où la famille s'est envolée pour les États-Unis.
En septembre 2017, le comité d'enquête intente une action pénale pour « meurtre »,; mais, selon certains témoins, l'enquête est close au bout de quelques mois,.
Les médias donnent une version selon laquelle Smolenkov et sa famille se seraient installés dans une maison près de Washington. Le journal russe Kommersant affirme qu'un couple du nom d'Oleg et Antonina Smolenkov aurait acheté cette maison de deux étages le 5 juin 2018 pour la somme de 925 000 dollars à Stafford (Virginie). En janvier 2019, la gestion de cette maison a été transférée à une société immobilière spécialement créée aux deux mêmes noms.